# Уильямсон, Бобби
Роберт (Бобби) Уильямсон (англ. Robert (Bobby) Williamson; род. 13 августа 1961, Глазго, Шотландия) — бывший шотландский футболист, тренер.

## Биография
Свою взрослую карьеру начинал в «Клайдбанке». Из него он за 100 тысяч фунтов перешел в один из самых титулованных клубов Шотландии — «Рейнджерс». За светло-синих Уильямсон выступал на протяжении трех сезонов, после чего он продолжил свою карьеру в Англии. Завершил свою карьеру форвард в «Килмарноке», который он вскоре и возглавил. Вместе с ним наставник побеждал в Кубке Шотландии и позднее доводил команду до финала Кубка шотландской лиги (позднее этот путь он повторит с «Хибернианом»).
После работы в Англии Уильямсон руководил сборными Уганды и Кении.

## Достижения

### Футболиста
- Победитель Первого дивизиона шотландской Футбольной лиги (1): 1992/93.

### Тренера
- Обладатель Кубка Шотландии (1): 1996/97.
- Финалист Кубка шотландской лиги (2): 2000/01, 2003/04.
- Чемпион Кении (1): 2013/14.
- Обладатель Кубка КЕСАФА (4): 2008, 2009, 2011, 2012.